# فريلينية قنفاء
فريلينية قنفاء (الاسم العلمي:Freylinia decurrens) هي نوع من النباتات تتبع جنس الفريلينية من الفصيلة الغدبية.